# Glasgal Island
Glasgal Island ist eine kleine Insel vor der Budd-Küste des ostantarktischen Wilkeslands. Sie markiert den südwestlichen Ausläufer der Donovan-Inseln im östlichen Teil der Vincennes Bay.
Luftaufnahmen der US-amerikanischen Operation Highjump (1946–1947) dienten einer ersten Kartierung. Der US-amerikanische Polarforscher Carl R. Eklund (1909–1962) sichtete sie 1957 mit weiteren Mitgliedern der Besetzung der Wilkes-Station. Eklund benannte sie nach dem US-amerikanischen Polarlichtforscher Ralph Glasgal, der zu dieser Besetzung gehörte.